# 入海貝塚

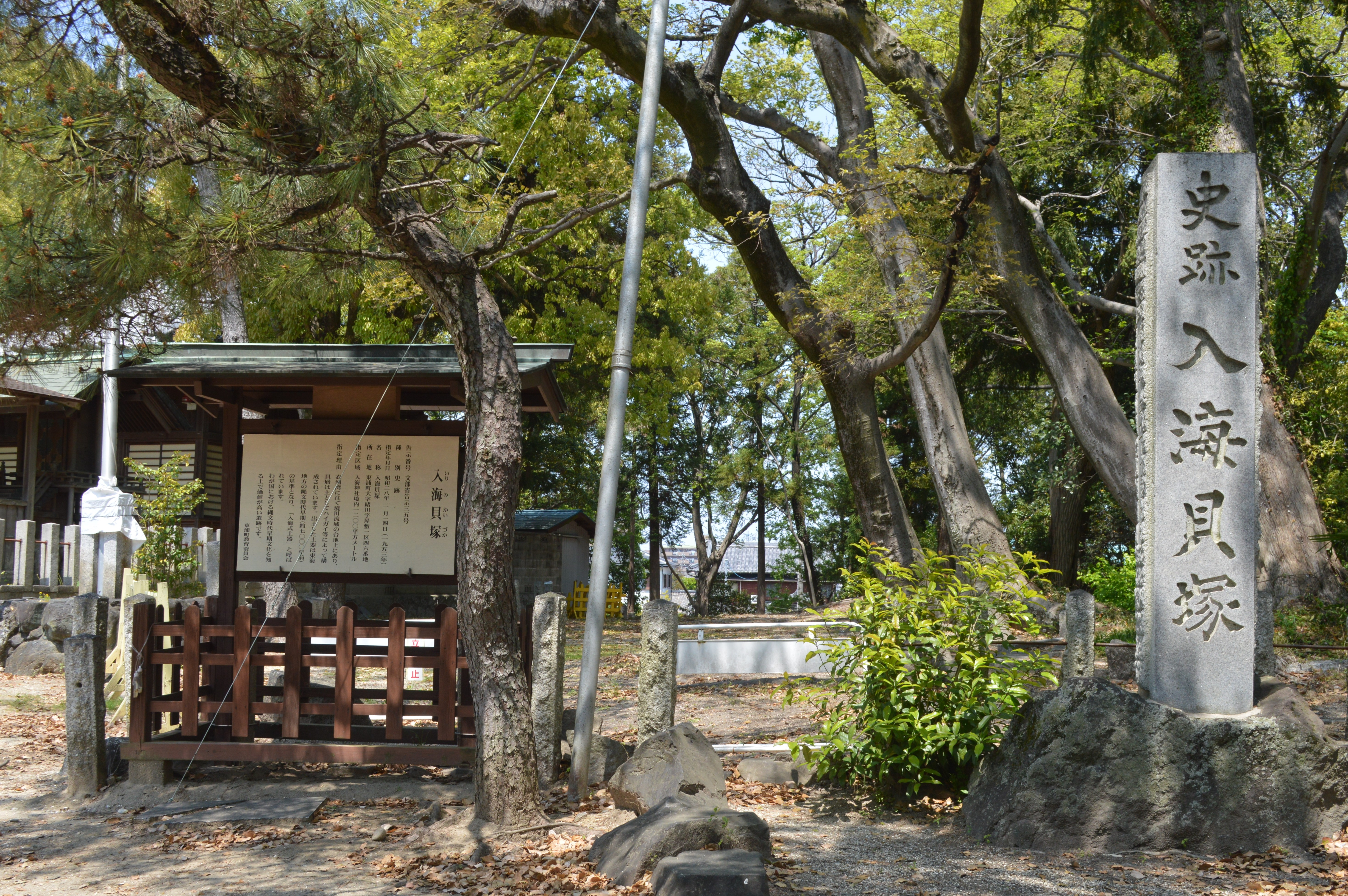
入海貝塚

入海貝塚（いりみかいづか）は、愛知県知多郡東浦町にある貝塚。入海式土器の標式遺跡として知られ、1953年（昭和28年）11月14日に国の史跡に指定された。入海神社の境内にある。
座標: 北緯34度59分8.0秒 東経136度58分10.5秒 / 北緯34.985556度 東経136.969583度

## 歴史
約7000年前の縄文時代早期の貝塚である。大正時代初期に確認され、現在までに4度の発掘調査が行われている。
貝塚は入海神社の拝殿と本殿の東側に幅約10メートル、長さ約80メートルの範囲に分布しており、ハイガイが約75%、マガキが15%ほかアカニシやシジミなどが出土している。
このほか土器や石器、骨角器、土偶、石の鏃、シカやイノシシの骨が出土しており、このうち土器は入海式土器と呼ばれる。

## 現地情報
所在地
- 愛知県知多郡東浦町緒川字屋敷1区48

交通アクセス
- JR武豊線緒川駅から徒歩約10分。